# Льовінці
Льо́вінці (рос. Лёвинцы) — селище міського типу у складі Орічівського району Кіровської області, Росія. Адміністративний центр та єдиний населений пункт Льовінського міського поселення.

## Населення
Населення поселення становить 2145 осіб (2017; 2260 у 2016, 2275 у 2015, 2260 у 2014, 2284 у 2013, 2195 у 2012, 2145 у 2010, 2405 у 2002).

## Історія
Поряд із сучасним селищем знаходяться залишки покинутого присілка Льовінці (Левінцеви), а саме селище почалось створюватись у кінці 1970-их років. Спочатку зводились споруди для дислокації військових частин, а пізніше почались будуватись житлові будинки. Так, перший 5-поверховий панельний будинок здали в експлуатацію 1985 року. Селище мало назву Кіров-200 і знаходилось у підпорядкуванні Міністерства оборони СРСР. Тут був створений НДІ мікробіології Міністерства оборони. До 2004 року селище мало закритий статус, після чого був проведений референдум про перейменування поселення. Так, з 20 грудня 2004 року він отримав сучасну назву. Того ж року тут був створений єдиний у Росії міжвузівський НДЦ «Мікробіологія та біотехнологія» на базі Вятського державного університету.